# Беккерле, Адольф Гейнц
Адольф Гейнц Беккерле (нем. Adolf Heinz Beckerle; 4 февраля 1902, Франкфурт-на-Майне, Пруссия — 3 апреля 1976, Франкфурт-на-Майне, Гессен) — немецкий государственный деятель и дипломат; обергруппенфюрер СА. Немецкий посол в Болгарии, неудачный зачинщик депортации болгарских евреев. Депутат рейхстага.

## Биография
Адольф Беккерле родился во Франкфурте-на-Майне в семье почтового чиновника. Образование получил в местной начальной и средней школах в 1908—1921 годах, в 1927 году окончил Франкфуртский университет (магистр экономики). В 1921—1922 годах служил добровольцем в Рейхсвере; образование прерывалось неоднократно; так, с мая 1925 по июнь 1926 он был кандидатом в офицеры прусской полиции в школе, располагавшейся в Ганноверш-Мюнден. Также Беккерле приходилось выезжать за границу в Северную и Южную Америку для получения опыта в коммерческой деятельности.
С 1922 года Беккерле состоял в «патриотическом Добровольческом корпусе» и в союзе «Викинг». С 29 августа 1922 года некоторое время числился в НСДАП (билет № 7197). По окончании учёбы 1 сентября 1928 года вновь вступил в партию (билет № 80.983), а также стал членом СА.
1 апреля 1929 года Беккерле принял командование над 68-м штурмом СА во Франкфурте; с 1 января 1930 по 13 апреля 1932 года уже в чине штандартенфюрера СА возглавлял тамошний II-й штандарт. С июля 1931 по апрель 1932 года дополнительно руководил подгруппой СА Гессен-Нассау-Юг. 24 апреля 1932 года избран в прусский ландтаг от НСДАП, но уже 31 июля того же года получил мандат рейхстага. В 1932 году прервал своё юридическое образование и в июле 1932 года стал гауфюрером DRL в Гессен-Нассау.

### В эпоху национал-социализма
После прихода национал-социалистов к власти в Германии Беккерле был повышен в чине: 1 марта 1933 года он стал группенфюрером СА, а 9 ноября 1937 — обергруппенфюрером. С 1 июля 1933 по 31 января 1942 года руководил Гессенской группой СА. 14 сентября 1933 года вступил в должность сперва заместителя, а затем (с февраля 1934 по июнь 1941 года) — и самого полицай-президента Франкфурта. В июле 1934 года был кратковременно отстранялся от этой должности в связи с путчем Рема. 27 февраля 1935 года Беккерле женился на Сильке Эдельманн.
После польской кампании Адольф Гейнц Беккерле в октябре-ноябре 1939 года исполнял обязанности полицай-президента Лодзи. В 1939—1940 годах он добровольно отправился на фронт, участвовал в составе вермахта во французской кампании и ушёл в запас в чине лейтенанта.
В 1941—1944 годах служил послом Германии в царстве Болгария. Находясь на этом посту, Беккерле содействовал депортации из Македонии и Фракии, (областей, присоединённых Болгарией в 1941 году) примерно 11 тыс. евреев. Ему не удалось вынудить Болгарию депортировать своих евреев из довоенной территории страны.
Беккерле, подобно Хансу Лудину и Манфреду фон Киллингеру относился к высшим чинам СА, направленным на дипломатическую службу и попавших в опалу из-за критики внешней политики Гитлера. Эти новые «дипломаты-штурмовики» одновременно служили противовесом амбициям рейхсфюрера СС Гиммлера. Не имея дипломатического опыта и не зная придворного этикета, Беккерле не пользовался расположением при царском дворе.
В конце августа 1944 года был вызван Риббентропом в ставку Гитлера, где, доложив о текущем состоянии дел, получил информацию о письме, в котором регенты князь Кирилл, Филов и Михов просили разрешения на выход Болгарии из войны. Гитлер же требовал путча и установления диктатуры, а Риббентроп называл и возможного диктатора — Цанкова.

## После войны
18 сентября 1944 года в Свиленграде захвачен в плен советскими войсками и доставлен в Москву. По решению Особого совещания при МГБ СССР от 17 октября 1951 года на основании ст. II Закона № 10 Контрольного совета в Германии заключён в исправительно-трудовой лагерь сроком на 25 лет. 13 октября 1955 года в качестве неамнистированного военного преступника передан правительству Западной Германии и вскоре освобождён, хотя, в соответствии с решением трибунала в Гессене от 22 марта 1950 года подлежал денацификации как один из «основных виновников».
В 1956—1966 годах работал клерком в Ной-Изенбурге. В ноябре 1966 года арестован по обвинению в участии депортации болгарских евреев, причём в качестве свидетеля неоднократно вызывался и бывший федеральный канцлер Кизингер. 27 августа 1968 года дело было прекращено из-за болезни Беккерле. Другому его сообщнику, Фрицу Гебхардту фон Хану не настолько повезло, он ещё 19 августа был приговорён к восьми годам лишения свободы.